# Anfitrite
Anfitrite (em grego clássico:  Ἀμφιτρίτη), na mitologia grega, era filha da ninfa Dóris e de Nereu, portanto uma nereida.
É esposa de Posídon e deusa dos mares. A princípio, se recusou a unir-se ao deus, se escondendo nas profundezas dos oceanos, em um lugar conhecido apenas por sua mãe. Acabou cedendo às investidas de Posidão, se tornando rainha dos oceanos. É representada portando um tridente, símbolo de sua soberania sobre os mares.
Como Hera, sofria com as extensas traições de seu marido, mas não possuía o ciúme corrosivo da primeira.
De acordo com relatos das visões de sacerdotes, Anfitrite aparentava ter cabelos castanhos longos e lisos, pele morena clara e olhos escuros, tendo um belo corpo e aparentando 25 anos.

## Mitos

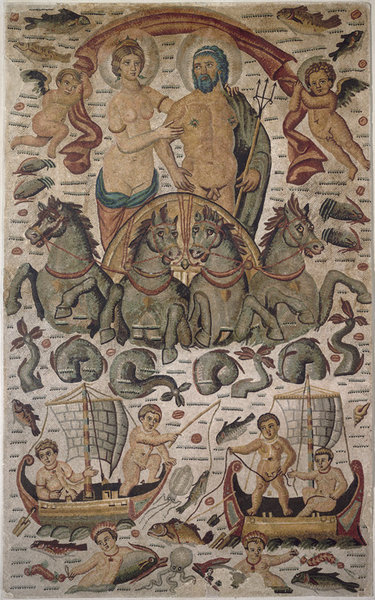
Triumfo de Posídon e Anfitrite mostrando o casal
Detalhe de um vasto mosaico romano em Cirta, África Proconsular, ca. 315–325, atualmente no Museu do Louvre

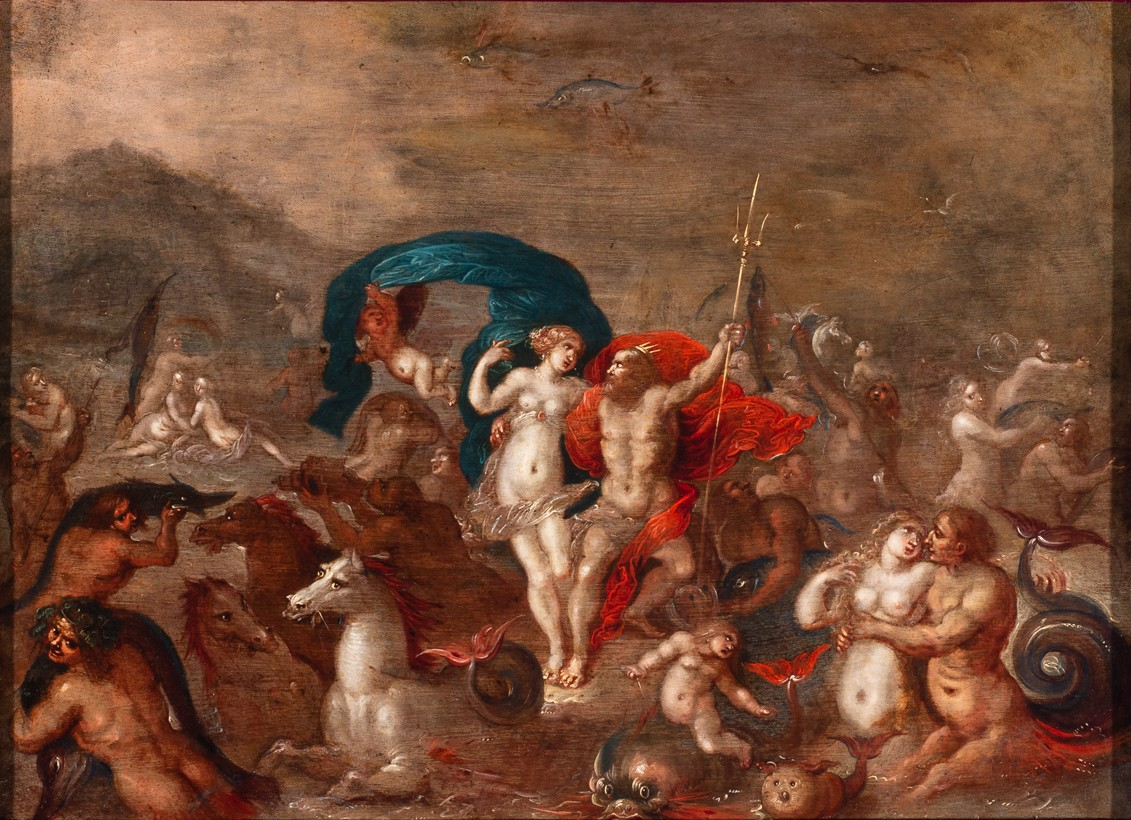
Poseidon e Anfitrite, Casa Museu Eva Klabin.

No livro "As 100 Melhores Histórias da Mitologia", diz-se que Anfitrite, filha de Nereu e Dóris, recusou a se casar com Posídon quando ele foi procurá-la.
Zeus, irmão de Posídon, no início procurou por Nereu a fim de que ele conseguisse uma boa esposa para o irmão, que estava a causar terremotos e furacões toda vez que ficava bravo.
Entretanto, quando Posídon foi atrás de Anfitrite, ela o desprezou por ele ser rude com ela, e assim se escondeu dele por pouco mais de um ano, quando Zeus, desesperado por ver o irmão tão desolado, foi à procura da mãe de Anfitrite, que era única pessoa que sabia onde estava a filha.
Posídon foi atrás da nereida, que se escondia numa caverna oculta por uma floresta de líquens. Diferente e mais atencioso, conquistou-a e levou-a para ser rainha dos mares e mãe de seus filhos.
De acordo com a lenda, Anfitrite é mãe de Tritão. Ela se confunde com outras deusas de outras mitologias como Yemanja e Irís. [carece de fontes?]
Na mitologia romana, é conhecida como Salácia.

## Na cultura moderna
Fez uma curta aparição no livro O Último Olimpiano onde foi descrita como uma linda mulher em armadura verde com cabelos negros e chifres estranhos como garras de caranguejo.

## Na literatura universal
O ganhador de prêmio Nobel, o português José Saramago, cita-a em seu As intermitências da morte: "... um paquete titanic que sempre se afunda e sempre volta à superfície, e é então que a morte pensa que ficará sem ter o que fazer se o barco afundado não puder subir nunca mais cantando aquele evocativo canto das águas escorrendo pelo costado, como deve ter sido, deslizando com outra rumorosa suavidade pelo ondulante corpo da deusa, o de anfitrite na hora única de seu nascimento, para a tornar naquela que rodeia os mares, que esse é o significado do nome que lhe deram. A morte pergunta-se onde estará agora anfitrite, a filha de Nereu e de Dóris, onde estará o que, não tendo existido nunca na realidade, habitou não obstante por um breve tempo a mente humana a fim de nela criar, também por um breve tempo, uma certa e particular maneira de dar sentido ao mundo, de procurar entendimentos dessa mesma realidade."